# YNB娛樂
YNB娛樂（韓語：YNB 엔터테인먼트）是成立於2012年的韓國經紀公司，主要業務為藝人管理，2018年遭爆料公司地址已人去樓空，實質上已經結束營業。

## 已離開藝人
- 40（朝鲜语：40 (가수)）
- Almeng（朝鲜语：알맹） （崔麟、李海容）
- Noel（朝鲜语：노을 (음악 그룹)）（全宇成、李相昆、羅成浩、姜均成）
- BESTie（鄭有智、宋多惠、姜蕙姸、羅海嶺）
- KNK（金有眞、朴承俊、鄭因成、金智勳、吳熙俊）

## 外部連結
- YNB娛樂的X（前Twitter）
- YNB娛樂官網